# Miradouro de Santa Luzia
O Miradouro de Santa Luzia tem uma ampla vista sobre Alfama e o rio Tejo. Os pontos característicos, da esquerda para a direita, são a cúpula de Santa Engrácia, a Igreja de Santo Estêvão e as duas torres brancas da Igreja de São Miguel. 
A muralha sul de Santa Luzia tem dois modernos painéis de azulejos, um da Praça do Comércio de antes do terramoto e outro com os cristãos a atacarem o castelo de São Jorge da autoria de António Quaresma e fabricados na Fábrica da Viúva Lamego.
Aqui se situa a Igreja de Santa Luzia e São Brás, cabeça da antiga comenda de S. Brás do termo de Lisboa e actual sede nacional da Assembleia dos Cavaleiros Portugueses da Ordem Soberana e Militar de Malta.